# Terranova dei Passerini
Terranova dei Passerini é uma comuna italiana da região da Lombardia, província de Lodi, com cerca de 714 habitantes. Estende-se por uma área de 11 km², tendo uma densidade populacional de 65 hab/km².
Faz fronteira com Turano Lodigiano, Bertonico, Castiglione d'Adda, Casalpusterlengo, Camairago, Codogno.

## Demografia
| Variação demográfica do município entre 1861 e 2011                               |
|                                                                                   |
| Fonte: Istituto Nazionale di Statistica (ISTAT) - Elaboração gráfica da Wikipedia |